# Clément Praud
Pour les articles homonymes, voir Praud.
Pas d'image ? Cliquez ici

a Compétitions nationales et continentales officielles uniquement.

Dernière mise à jour le 19 janvier 2024.
Clément Praud, né le 4 avril 1987 à Saint-Jean-d'Angély, est un joueur rugby à XV français qui évolue au poste de deuxième ligne.

## Biographie
Formé au RAC Angérien, Clément Praud rejoint ensuite le Stade rochelais où il commence sa carrière professionnelle en Pro D2,. Après trois saisons avec l'équipe professionnelle où il est peu utilisé, il quitte le club rochelais pour rejoindre l'USO Nevers, évoluant en Fédérale 1, en 2010. Il joue cinq saisons dans la Nièvre, avant de retourner jouer au RAC Angérien en 2015, évoluant d'abord en Fédérale 2 puis en Fédérale 1. En 2017, son club fusionne avec l'US Cognac pour devenir l'Union Cognac Saint-Jean-d'Angély. Il joue avec cette équipe jusqu'à la fin de sa carrière de joueur en 2023.